# La professione della signora Warren
La professione della signora Warren (Mrs. Warren's Profession) è una commedia in quattro atti scritta da George Bernard Shaw nel 1893 facente parte della raccolta Commedie sgradevoli. L'opera fu rappresentata per la prima volta a Londra nel 1902 ma, messa al bando dalla censura, fu riproposta solo nel 1921. Il titolo si riferisce al fatto che la signora Warren faceva la tenutaria di case di tolleranza.

## Trama
L'opera ha per protagoniste la signora Warren, una ex prostituta proprietaria di bordelli, e sua figlia Vivie, cresciuta in sua assenza ed educata con i suoi soldi. Vivie si è appena laureata in Matematica a Cambridge. La donna vorrebbe far sposare la figlia con un uomo di sua scelta, ma lei è già innamorata di Frank Gardner, figlio del reverendo Samuel Gardner. Il religioso però è stato l'amante della signora Warren, e c'è la possibilità che i due giovani siano fratelli. La donna infatti ha deciso di sfruttare la prostituzione per poter dare un futuro migliore a sua figlia. Inizialmente la figlia è perplessa dalla posizione della mamma, ma poi le due paiono riavvicinarsi. La vana ricerca di una riconciliazione con la figlia si conclude nel finale quando Vivie scopre che la madre continua a gestire dei bordelli nonostante non ne abbia più bisogno. Vivian deciderà di intraprendere le sue scelte, in dissenso con i piani della madre. La giovane accetta un lavoro d'ufficio in città, lascia Frank e rinnega sua madre, che disperata, stava già pensando di poter invecchiare con sua figlia accanto.

## Personaggi
- Kitty Warren: una donna di mezza età, attraente ex prostituta, arricchitasi gestendo una serie di bordelli.
- Il signor Praed: un amico della signora Warren, uomo di mezza età, buono e attraente.
- Sir George Crofts: socio in affari della signora Warren. Uomo di mezza età appartenente all'alta classe.
- Reverendo Samuel Gardner: religioso locale e (forse) padre biologico di Vivie.
- Vivie Warren: la figlia della signora Warren, da poco laureata con il massimo dei voti.
- Frank Gardner: figlio del reverendo Gardner.

## Rappresentazioni
La prima di Mrs. Warren's Profession è stata il 5 gennaio 1902 al New Lyric Club di Londra con Harley Granville-Barker (Frank Gardner) e Fanny Brough (Kitty Warren).
La prima rappresentazione italiana è stata il 9 marzo 1909 al Teatro Argentina di Roma, dalla Compagnia Stabile Romana, con Elisa Berti Masi (Kitty Warren), Edvige Reinach (Vivie Warren), Giuseppe Masi (Crofts), Alfredo De Antoni (Gardner), Enrico Reinach (Praed).

## Adattamenti
- La professione della signora Warren, regia di Mario Ferrero, scene di Sergio Palmieri, costumi di Pier Luigi Pizzi; con Andreina Pagnani (La signora Warren), Valentina Fortunato (Vivie), Gianrico Tedeschi (Sir Crofts), Cesare Fantoni (rev. Samuel), Giuseppe Pagliarini (Praed), Antonio Venturi (Frank); trasmessa dalla Rai il 10 marzo 1961[4].

- La professione della signora Warren, traduzione di Luciano Codignola, regia di Giorgio Albertazzi; con Franca Rame (La signora Warren), Mariella Lo Giudice, Gabriele Antonini, Gabriele Ferzetti, Luca Dal Fabbro, Franco Graziosi; trasmessa dalla Rai il 21 dicembre 1981[5].